# Ламије (Бари)
Ламије (итал. Lamie) је насеље у Италији у округу Бари, региону Апулија.
Према процени из 2011. у насељу је живело 1669 становника. Насеље се налази на надморској висини од 102 м.